# 大善尊太
大善 尊太（だいぜん たかひろ、1964年12月14日 - ）は、大阪府大阪市浪速区出身で二所ノ関部屋に所属した元大相撲力士。本名は高橋 徳夫（たかはし とくお）。最高位は西小結（1994年3月場所）。現役時代の体格は身長188cm、体重160kg。得意手は左四つ、寄り、上手投げ。血液型はO型。四股名は尊敬する同部屋の先輩・大徹にちなんで付けられた。10代二所ノ関（元関脇・金剛）が育てた唯一の子飼いの関取でもあった。現在は、年寄・富士ヶ根。（二所ノ関部屋付年寄を経て、春日野部屋部屋付年寄となっている。）愛称は「徳」。
出身地が大阪場所の開催される大阪府立体育会館と同じ浪速区なので、厳密な意味での大阪場所の御当地力士である。
実家は3月場所が開催される大阪府立体育会館のすぐ近くにあり、花屋を営んでいる。実父は時津風部屋所属の元大相撲力士で、菊葉山（きくばやま）の四股名で三段目まで昇進した。

## 経歴
浪商高校時代は野球部に所属し一塁の控え選手であった。そんな中、麒麟児に「相撲ならいつでも試合に出場できるぞ」と勧誘され、実父が力士であったこともあり二所ノ関部屋へ入門した。母親は非常に体が弱く30代半ばで総入れ歯に近かったというが、麒麟児から「徳が相撲取りになったら、お母さんは喜ぶぞ、元気になるぞ」と説得されたのが決め手になったという。母は高橋が力士になって元気が出たのか、その後病魔と闘いながら70歳過ぎまで生きた。1981年3月場所に初土俵、1988年3月場所新十両。しかし2場所目の5月場所で故障してしまい幕下陥落。2年間ほど幕下に低迷したが、1990年11月場所で帰り十両を果たすと十両東5枚目で迎えた1991年9月場所には東6枚目の貴ノ浪と12勝3敗で十両優勝を争い、優勝決定戦の末貴ノ浪を押し倒して十両優勝を決めた。なお、本割では11日目に対戦して大善が勝っている。翌11月場所に貴ノ浪・武蔵丸・鬼雷砲らと共に新入幕を果たす。その後十両へ陥落したものの2度目の入幕で幕内に定着し、1994年3月場所で小結に昇進。同年11月場所には横綱・曙を破り初金星を獲得。1995年5月場所に十両に落ちてからしばらく低迷が続いたが、精進を怠らず1999年5月場所、25場所ぶりとなる再入幕を果たした。これは当時における入幕間隔最長記録であった（後に和歌乃山が更新）。2001年5月場所では36歳4ヶ月で再入幕。これは戦後4位の記録（当時）だった。同年11月場所10日目、この日まで全勝の横綱・武蔵丸を寄り切って７年ぶり2個目の金星を挙げた。入幕同期の武蔵丸に対し、右上手出し投げから素早く体を寄せ、そのまま寄り切る相撲であった。このとき大善は36歳11カ月、昭和以降年長記録6位、年6場所制度が確立して以降では最年長での金星であった。金星を獲得した際のインタビューでは「今が全盛期です」という名言を残した。この場所勝ち越せば殊勲賞であったが、6勝9敗と負け越して受賞を逃した。2002年3月場所にも千秋楽に勝って10勝目を挙げれば敢闘賞受賞が決まっていたが、敗れて受賞はならず、現役時代は三賞を手にする事は出来なかった。2000年7月場所および2001年7月場所から2002年9月場所までの間は、幕内における最年長力士であった。
2003年1月場所、十両で4勝11敗と大きく負け越し幕下陥落が確実となったが、次の3月場所が御当所場所であるため1場所だけ幕下で取り、同場所13日目・当時十両の壽山と対戦し掬い投げで勝ち有終の美を飾った後、引退。年寄・富士ヶ根を襲名し、二所ノ関部屋付きの親方として後進の指導に当たった。2013年1月場所終了後の二所ノ関部屋の閉鎖に伴い、同年1月28日付で出羽海一門の春日野部屋に転属し、同部屋の部屋付き親方となった。協会では長く大阪場所担当委員を務めている。
2021年1月場所は、新型コロナウイルス感染者が確認された部屋の師匠に代わって審判を務めている。

## 人物
- 左利きのため、左四つになると特に力を発揮した。
- 真面目で稽古熱心として知られ、NHKの大相撲中継でもしばしばそのことが言及された[1]。
- 二所ノ関一門の親方は「大善を見習え」と言って部屋の力士を稽古に励ませたという。
- リラックス法に関するアンケートで、「稽古をしている時が一番落ちつくので、特に他のリラックス法はない」と答えたことがある。
- 趣味はプロレス観戦で、プロレスリング・ノアの代表取締役社長兼プロレスラーの三沢光晴と親交が深く、2001年には三沢から化粧回しが贈られた。このほか元幕内･常の山とも現役時代から仲が良く、お互いに三沢と交流があった。また、体型などからプロレスラー向きであると評する声もあった。その化粧回しは、生前三沢が常の山の長男の為に「将来、関取になった時に譲ってあげて」と大善に語っていたこともあり、引退後に常の山に化粧回しを譲っていた。その常の山の長男である龍太郎は西ノ龍として角界に進み、2025年9月場所での十両昇進が決定し、実際に化粧まわしを着用する可能性も出てきた[6][7]。
- 新聞に記載されるプロフィールに趣味がプロレス観戦である旨を記載されるようになる前は趣味が「酒」と記載されていた。
- 上述の現役最終場所では、同場所だけのために取的用の木綿の締め込みを購入したという。
- 2001年11月場所の武蔵丸戦で、大善の子供2人は武蔵丸のファンだったのだが父親（大善）の方を応援すると言われ、ハッスルして金星に繋がったというエピソードが有名。
- 当時の週刊誌報道などではガチンコ力士として紹介され、花相撲ですらガチンコ相撲を貫いたため周囲から変人扱いされた。

## 主な成績
- 通算成績：739勝732敗61休 勝率.502
- 幕内成績：235勝290敗 勝率.448
- 現役在位：133場所
- 幕内在位：35場所
- 三役在位：1場所（小結1場所）
- 金星：2個（曙1個、武蔵丸1個）
- 各段優勝
  - 十両優勝：3回(1991年9月場所、1996年7月場所、1999年3月場所)

### 場所別成績
| | 一月場所 初場所（東京）   | 三月場所 春場所（大阪）   | 五月場所 夏場所（東京） | 七月場所 名古屋場所（愛知） | 九月場所 秋場所（東京） | 十一月場所 九州場所（福岡） |
| --- | ------------------------- | ------------------------- | ----------------------- | --------------------------- | ----------------------- | --------------------------- |
| 1981年 （昭和56年） | x                         | （前相撲）                | 東序ノ口16枚目 3–4      | 東序ノ口筆頭 5–2            | 東序二段102枚目 2–5     | 東序二段126枚目 4–3         |
| 1982年 （昭和57年） | 西序二段101枚目 5–2       | 西序二段52枚目 0–7        | 東序二段102枚目 4–3     | 西序二段80枚目 5–2          | 西序二段41枚目 2–5      | 西序二段62枚目 5–2          |
| 1983年 （昭和58年） | 西序二段18枚目 2–5        | 東序二段46枚目 4–3        | 東序二段27枚目 4–3      | 西序二段12枚目 3–4          | 西序二段31枚目 4–3      | 西序二段13枚目 4–3          |
| 1984年 （昭和59年） | 西三段目88枚目 4–3        | 東三段目67枚目 5–2        | 東三段目31枚目 2–5      | 東三段目55枚目 4–3          | 西三段目39枚目 3–4      | 西三段目53枚目 1–2–4        |
| 1985年 （昭和60年） | 西三段目93枚目 休場 0–0–7 | 西三段目93枚目 休場 0–0–7 | 西序二段44枚目 5–2      | 東序二段6枚目 5–2           | 東三段目64枚目 4–3      | 東三段目42枚目 4–3          |
| 1986年 （昭和61年） | 西三段目23枚目 4–3        | 西三段目9枚目 5–2         | 西幕下43枚目 3–4        | 西幕下59枚目 4–3            | 東幕下44枚目 3–4        | 西幕下56枚目 5–2            |
| 1987年 （昭和62年） | 西幕下38枚目 5–2          | 東幕下23枚目 3–4          | 東幕下33枚目 5–2        | 西幕下18枚目 4–3            | 東幕下13枚目 5–2        | 東幕下5枚目 6–1             |
| 1988年 （昭和63年） | 東幕下筆頭 6–1            | 東十両9枚目 8–7           | 東十両6枚目 2–8–5       | 西幕下2枚目 休場 0–0–7      | 西幕下2枚目 4–3         | 西幕下筆頭 3–4              |
| 1989年 （平成元年） | 東幕下6枚目 3–4           | 東幕下11枚目 3–4          | 西幕下16枚目 2–5        | 西幕下34枚目 3–4            | 西幕下45枚目 5–2        | 西幕下24枚目 優勝 7–0       |
| 1990年 （平成2年） | 西幕下4枚目 3–4           | 東幕下9枚目 6–1           | 東幕下2枚目 3–4         | 西幕下5枚目 6–1             | 西幕下筆頭 4–3          | 西十両13枚目 8–7            |
| 1991年 （平成3年） | 東十両11枚目 9–6          | 西十両7枚目 8–7           | 東十両5枚目 6–9         | 西十両9枚目 9–6             | 東十両5枚目 優勝 12–3   | 西前頭11枚目 7–8            |
| 1992年 （平成4年） | 東前頭13枚目 6–9          | 東前頭16枚目 7–8          | 西十両筆頭 9–6          | 東前頭14枚目 7–8            | 西前頭14枚目 10–5       | 西前頭5枚目 9–6             |
| 1993年 （平成5年） | 東前頭4枚目 5–10          | 西前頭10枚目 7–8          | 西前頭11枚目 7–8        | 東前頭14枚目 9–6            | 西前頭5枚目 5–10        | 東前頭12枚目 10–5           |
| 1994年 （平成6年） | 東前頭3枚目 8–7           | 西小結0 5–10              | 西前頭4枚目 7–8         | 東前頭5枚目 6–9             | 東前頭9枚目 9–6         | 東前頭3枚目 6–9 ★           |
| 1995年 （平成7年） | 東前頭6枚目 2–13          | 西前頭14枚目 6–9          | 西十両筆頭 7–8          | 東十両4枚目 8–7             | 東十両2枚目 7–8         | 西十両4枚目 5–10            |
| 1996年 （平成8年） | 東十両10枚目 9–6          | 東十両7枚目 7–8           | 東十両9枚目 8–7         | 東十両5枚目 優勝 11–4       | 東十両筆頭 7–8          | 西十両2枚目 休場 0–0–15     |
| 1997年 （平成9年） | 西十両2枚目 5–10          | 東十両7枚目 7–7–1         | 西十両8枚目 休場 0–0–15 | 西十両8枚目 7–8             | 東十両10枚目 7–8        | 西十両10枚目 9–6            |
| 1998年 （平成10年） | 東十両5枚目 8–7           | 東十両3枚目 6–9           | 東十両6枚目 7–8         | 西十両9枚目 8–7             | 西十両8枚目 8–7         | 西十両6枚目 7–8             |
| 1999年 （平成11年） | 西十両8枚目 8–7           | 西十両2枚目 優勝 12–3     | 東前頭11枚目 7–8        | 西前頭12枚目 5–10           | 東十両筆頭 9–6          | 西前頭13枚目 7–8            |
| 2000年 （平成12年） | 西十両筆頭 10–5           | 西前頭12枚目 9–6          | 西前頭3枚目 3–12        | 西前頭10枚目 5–10           | 西十両2枚目 7–8         | 西十両4枚目 8–7             |
| 2001年 （平成13年） | 西十両筆頭 6–9            | 西十両3枚目 9–6           | 東前頭14枚目 8–7        | 西前頭11枚目 8–7            | 西前頭8枚目 9–6         | 東前頭6枚目 6–9 ★           |
| 2002年 （平成14年） | 西前頭8枚目 7–8           | 西前頭9枚目 9–6           | 東前頭4枚目 4–11        | 西前頭9枚目 6–9             | 東前頭11枚目 4–11       | 東十両5枚目 7–8             |
| 2003年 （平成15年） | 西十両7枚目 4–11          | 東幕下筆頭 引退 2–5–0     | x                       | x                           | x                       | x                           |
| 各欄の数字は、「勝ち-負け-休場」を示す。 優勝 引退 休場 十両 幕下 三賞：敢=敢闘賞、殊=殊勲賞、技=技能賞 その他：★=金星 番付階級：幕内 - 十両 - 幕下 - 三段目 - 序二段 - 序ノ口 幕内序列：横綱 - 大関 - 関脇 - 小結 - 前頭（「#数字」は各位内の序列） |                           |                           |                         |                             |                         |                             |

### 幕内対戦成績
| 力士名   | 勝数 | 負数 | 力士名   | 勝数 | 負数 | 力士名   | 勝数 | 負数 | 力士名   | 勝数 | 負数 |
| -------- | ---- | ---- | -------- | ---- | ---- | -------- | ---- | ---- | -------- | ---- | ---- |
| 蒼樹山   | 2    | 1    | 安芸乃島 | 7    | 4    | 曙       | 1    | 4    | 朝乃翔   | 1    | 1    |
| 朝乃若   | 4    | 7    | 旭里     | 1    | 0    | 旭豊     | 0    | 1    | 安美錦   | 1    | 6    |
| 潮丸     | 0    | 1    | 皇司     | 4    | 6    | 大碇     | 4    | 0    | 巨砲     | 2    | 0    |
| 大日ノ出 | 1    | 2    | 大若松   | 0    | 1    | 小城錦   | 4    | 8    | 小城ノ花 | 0    | 5    |
| 魁皇     | 1    | 3    | 海鵬     | 5    | 1    | 春日錦   | 0    | 1    | 春日富士 | 1    | 4    |
| 巌雄     | 1    | 2    | 北勝鬨   | 6    | 3    | 北桜     | 2    | 0    | 旭鷲山   | 1    | 2    |
| 旭天鵬   | 3    | 4    | 旭道山   | 3    | 3    | 鬼雷砲   | 4    | 2    | 霧島     | 1    | 1    |
| 起利錦   | 3(1) | 0    | 金開山   | 0    | 2    | 久島海   | 2    | 4    | 剣晃     | 3    | 2    |
| 光法     | 1    | 0    | 琴稲妻   | 4    | 5    | 琴ヶ梅   | 3    | 1    | 琴椿     | 4    | 1    |
| 琴錦     | 2    | 6    | 琴ノ若   | 6    | 5    | 琴富士   | 4    | 4    | 琴別府   | 6    | 1    |
| 琴光喜   | 0    | 2    | 琴龍     | 1    | 4    | 小錦     | 1    | 1    | 逆鉾     | 1    | 1    |
| 敷島     | 2    | 1    | 霜鳥     | 1    | 1    | 十文字   | 0    | 3    | 大至     | 0    | 1    |
| 大翔鳳   | 4    | 6    | 大翔山   | 2    | 4    | 貴闘力   | 7    | 7    | 貴ノ浪   | 1    | 11   |
| 貴乃花   | 0    | 9    | 隆乃若   | 1    | 1    | 高見盛   | 2    | 1    | 隆三杉   | 5    | 6    |
| 大刀光   | 0    | 1    | 立洸     | 2    | 2    | 玉海力   | 1    | 1    | 玉春日   | 1    | 4    |
| 玉乃島   | 0    | 3    | 玉力道   | 2    | 0    | 千代天山 | 1    | 3    | 常の山   | 1    | 1    |
| 出島     | 0    | 2    | 寺尾     | 7    | 5    | 闘牙     | 4    | 2    | 時津海   | 5    | 4    |
| 時津洋   | 4(1) | 2    | 土佐ノ海 | 0    | 2    | 栃東     | 0    | 2    | 栃栄     | 2    | 2    |
| 栃乃洋   | 1    | 2    | 栃乃花   | 1    | 2    | 栃乃和歌 | 3    | 4    | 巴富士   | 5    | 1    |
| 智ノ花   | 3    | 2    | 豊ノ海   | 1    | 2    | 浪乃花   | 3    | 0    | 花ノ国   | 1    | 0    |
| 濵錦     | 2    | 2    | 濱ノ嶋   | 3    | 5    | 追風海   | 2(1) | 0    | 肥後ノ海 | 2    | 5    |
| 日立龍   | 0    | 2    | 武雄山   | 0    | 2    | 北勝力   | 1    | 1    | 舞の海   | 4    | 6    |
| 三杉里   | 2    | 4    | 水戸泉   | 2    | 2    | 湊富士   | 3    | 6    | 雅山     | 0    | 3    |
| 武蔵丸   | 2    | 6    | 武双山   | 3    | 3    | 燁司     | 1    | 1    | 両国     | 1    | 2    |
| 若翔洋   | 5    | 1    | 若瀬川   | 2    | 1    | 若孜     | 1    | 1    | 若ノ城   | 1    | 1    |
| 若乃花   | 1    | 7    | 和歌乃山 | 5    | 6    |          |      |      |          |      |      |

## 改名歴
- 高橋 徳夫（たかはし とくお）1981年3月場所
- 高橋山 徳夫（たかはしやま -）1981年5月場所 - 1985年3月場所
- 大善 徳夫（だいぜん -）1985年5月場所 - 1993年7月場所
- 大善 尊太（- たかひろ）1993年9月場所 - 2003年3月場所

## 年寄変遷
- 富士ヶ根 尊太 （ふじがね たかひろ）2003年3月-2003年4月
- 富士ヶ根 徳夫 （ふじがね とくお）2003年4月-2004年4月
- 富士ヶ根 全陽 （ふじがね まさはる）2004年4月-